# Агентство США по международному развитию
Аге́нтство США по междунаро́дному разви́тию (англ. United States Agency for International Development, USAID, аббревиатура также может быть понята как словосочетание «US aid», в переводе «помощь США») — независимое агентство правительства США, отвечающее за управление гражданской зарубежной помощью и содействием развитию. Является одним из крупнейших официальных агентств по оказанию помощи в мире с бюджетом более $ 50 млрд и обеспечивает более половины всей зарубежной помощи США — наибольшей в мире в абсолютных денежных показателях.
В 2025 году администрация президента США объявила о масштабных изменениях в USAID.

## Создание
USAID было создано в 1961 году президентом Джоном Кеннеди после принятия «Закона о внешней помощи», который реорганизовал программы международной поддержки США. Агентство объединило существующие инициативы по экономическому развитию, здравоохранению и образованию, став первым американским институтом, ориентированным на долгосрочное социально-экономическое развитие других стран.
Хотя официальной целью USAID была помощь развивающимся государствам, создание агентства во многом определялось геополитическими соображениями. В условиях Холодной войны США стремились противостоять влиянию СССР, предлагая экономическую поддержку и гуманитарную помощь. Этот подход был вдохновлён успехом плана Маршалла, доказавшего, что финансовая помощь не только стабилизирует регионы, но и продвигает американские интересы.
USAID действовало под руководством президента, госдепартамента и Совета национальной безопасности, имея представительства в более чем 100 странах, в основном в Африке, Азии, Латинской Америке, на Ближнем Востоке и в Восточной Европе. На его программы ежегодно выделялось около 1% федерального бюджета США. Агентство стало важным инструментом «мягкой силы», сочетая поддержку местного населения с укреплением внешнеполитического влияния США.

## Цели
USAID управляет программами правительства США в странах с низким уровнем дохода с целью:
- оказания помощи в ликвидации последствий катастроф;
- борьбы с бедностью;
- технического сотрудничества по глобальным вопросам, включая экологию;
- защиты двусторонних интересов США;
- социально-экономического развития.

### Оказание помощи при катастрофах
Ранние программы внешней помощи США предоставляли поддержку во время кризисов, вызванных войной. В 1915 году помощь правительства США через Комиссию по оказанию помощи в Бельгии, возглавляемую Гербертом Гувером, предотвратила голод в Бельгии после вторжения Германии. После 1945 года Европейская программа восстановления (план Маршалла), инициированная государственным секретарем Джорджем Маршаллом, способствовала восстановлению Западной Европы после войны.
USAID координирует помощь в ликвидации последствий войн и стихийных бедствий через свое Бюро гуманитарной помощи, являющееся основным федеральным органом по оказанию международной гуманитарной помощи.

### Борьба с бедностью
После 1945 года многим новым независимым государствам требовалась помощь для преодоления хронической бедности. USAID и его предшествующие агентства постоянно предоставляют поддержку в этой сфере, включая финансирование здравоохранения и образования. Также USAID помогает управлять программами продовольственной помощи, финансируемыми Министерством сельского хозяйства США, и выделяет средства неправительственным организациям для дополнения частных пожертвований.

### Глобальные вопросы
Международное техническое сотрудничество необходимо для решения таких трансграничных проблем, как инфекционные заболевания, экологические вопросы, торговля и инвестиции, стандарты безопасности товаров, отмывание денег и другие. США имеют специализированные федеральные агентства для этих сфер, например, Центры по контролю и профилактике заболеваний и Агентство по охране окружающей среды. USAID поддерживает их работу в странах с низким уровнем дохода.

### Экология
Среди глобальных вопросов особенно важны экологические проблемы. USAID поддерживает проекты по охране земель, водных ресурсов, лесов и дикой природы, снижению выбросов парниковых газов и повышению устойчивости к изменениям климата. Законы США об охране окружающей среды требуют, чтобы проекты USAID были экономически и экологически устойчивыми.

### Национальные интересы США
Для поддержки геополитических интересов США Конгресс выделяет значительные финансовые ресурсы союзникам в форме «Фонда экономической поддержки» (англ. Economic Support Funds, ESF). USAID управляет 90 % этих средств и должно, по возможности, направлять их в программы социально-экономического развития.
Кроме того, когда американские войска находятся в зоне боевых действий, USAID может дополнять программы «военно-гражданского администрирования», проводимые военными для завоевания доверия местного населения. В таких случаях агентство действует под руководством дипломатов Государственного департамента, как это происходило в Афганистане и Пакистане во время операций против «Аль-Каиды».
Торговые интересы США также учитываются: по закону большинство товаров и услуг, финансируемых USAID, должны поставляться американскими компаниями.

### Социально-экономическое развитие
USAID помогает странам с низким уровнем дохода эффективно управлять своими ресурсами для достижения устойчивого развития. Основные направления помощи включают предоставление технических консультаций, обучение, стипендии, поставку товаров и финансовую поддержку.
USAID привлекает частный сектор, другие правительственные агентства, университеты и неправительственные организации для реализации этих программ через гранты и контракты.
Различные программы агентства часто дополняют друг друга. Например, Закон о внешней помощи требует, чтобы средства, выделяемые для геополитических целей (англ. ESF), использовались также для содействия социально-экономическому развитию.

## Деятельность по регионам

### Афганистан
С началом военной кампании США в Афганистане в 2001 году USAID работало в сотрудничестве с Государственным департаментом и Министерством обороны США для координации усилий по восстановлению страны.

### Ирак
Взаимодействие USAID с другими государственными учреждениями США в период планирования операции в Ираке в 2003 году описано в книге «Тяжелые уроки: Опыт восстановления Ирака» (англ. Hard Lessons: The Iraq Reconstruction Experience), подготовленной Офисом специального генерального инспектора по восстановлению Ирака.
После вторжения USAID сыграло ключевую роль в усилиях США по восстановлению и развитию страны. По состоянию на июнь 2009 года агентство вложило около $ 6,6 млрд в программы, направленные на стабилизацию сообществ, стимулирование экономического и сельскохозяйственного роста, а также на укрепление потенциала национальных, местных и провинциальных органов власти для представления интересов и удовлетворения нужд иракского народа.
В июне 2003 года телеканал C-SPAN освещал поездку администратора USAID Эндрю Нациоса по Ираку. Специальная программа C-SPAN, посвящённая этому визиту, транслировалась в течение четырёх вечеров.

### Ливан
USAID периодически оказывает финансовую поддержку Ливанскому американскому университету и Американскому университету Бейрута, в том числе через значительные взносы в фонд Campaign for Excellence Ливанского американского университета.

### Европа

#### Великобритания
USAID финансировало международную благотворительную организацию BBC Media Action, выделив около $ 3,23 млн (£ 2,6 млн) в 2024 году. Эти средства направлены на развитие медиа, обучение журналистов и образовательные инициативы более чем в 30 странах.

### Восточная Африка
19 сентября 2011 года USAID и рекламный совет США запустили кампанию Famine, War, and Drought (FWD) для повышения осведомлённости о сильнейшей засухе, поразившей Восточную Африку в том году. Кампания включала телевизионные и интернет-рекламу, а также инициативы в социальных сетях, призывая американцев распространять информацию о кризисе, поддерживать гуманитарные организации, занимающиеся ликвидацией последствий, и обращаться к глобальной инициативе Feed the Future для поиска более масштабных решений. В кампании приняли участие знаменитости Джина Дэвис, Ума Турман, Джош Хартнетт и Шанель Иман. Крупные корпорации, такие как Cargill, General Mills и PepsiCo, также оказали поддержку инициативе FWD.

### Палестинские территории
USAID приостановило оказание помощи на Западном берегу реки Иордан и в секторе Газа 31 января 2019 года, предположительно по запросу Палестинской администрации. Этот шаг был связан с новым законодательством США — Anti-Terrorism Clarification Act (2018), которое могло подвергнуть получателей иностранной помощи судебным искам по обвинению в поддержке терроризма.
В апреле 2021 года, при президенте Байдене, USAID возобновило помощь палестинцам. Агентство увеличило поддержку во время войны между Израилем и ХАМАС, начавшейся в октябре 2023 года. С 7 октября 2023 года USAID предоставило палестинцам более $ 2,1 млрд помощи. 10 ноября 2023 года более тысячи сотрудников USAID подписали открытое письмо с призывом к немедленному прекращению огня.

### Вьетнам
USAID, совместно с Государственным департаментом и Министерством обороны США, поддерживает неправительственные организации (НПО), занимающиеся удалением неразорвавшихся боеприпасов и мин, а также восстановлением почв, загрязнённых Агентом «оранж» в нескольких регионах Вьетнама. Кроме того, агентство оказывает поддержку пострадавшим от воздействия Агента «оранж».

### Россия
В России USAID работало с 1992 по 2012 годы. По словам организации, «основными направлениями деятельности USAID являлись развитие экономики и демократии, здравоохранение, содействие в предотвращении конфликтов и предоставление экстренной гуманитарной помощи». Согласно отчёту, опубликованному на сайте самого агентства, помощь USAID, в частности, имела непосредственное влияние на принятие в 2001 году Земельного кодекса России, позволившего покупать, продавать и владеть земельной собственностью, а также повлияла на разработку проектов Конституции России, первой части Гражданского кодекса РФ и Налогового кодекса Российской Федерации.
USAID сотрудничало как с органами государственной власти, так и с рядом негосударственных организаций: «Московской Хельсинкской группой», Институтом Гайдара, ассоциацией «Голос», обществом «Мемориал», «Трансперенси Интернешнл», организацией инвалидов «Перспектива» и другими. Также участвовало в финансировании работы UNAIDS на территории РФ. За два десятилетия работы в России общая сумма всех проектов агентства составила около $ 2,7 млрд.
По сведениям собеседника Русской службы Би-би-си, в 2010 году, когда закончился срок действия очередного меморандума USAID и МИД России, МИД предложил USAID новый перечень приоритетов, исключив из него «политические направления» и включив, например, сотрудничество в спортивной сфере, однако агентство не согласилось на изменение приоритетов.
В сентябре 2012 года власти России уведомили США о своём решении прекратить деятельность USAID на территории Российской Федерации. Суть претензий Москвы к организации обнародовал представитель МИДа Александр Лукашевич:

Характер работы представителей Агентства в нашей стране далеко не всегда отвечал заявленным целям содействия развитию двустороннего гуманитарного сотрудничества. Речь идет о попытках влиять через распределение грантов на политические процессы, включая выборы различного уровня и институты гражданского общества. Серьёзные вопросы вызывала активность AMP в российских регионах, особенно на Северном Кавказе, о чём мы неоднократно предупреждали наших американских коллег.

Москва дала срок до 1 октября 2012 года, чтобы агентство закрыло свои российские офисы. 18 сентября США объявили о сворачивании деятельности в России. Представитель госдепартамента США Виктория Нуланд заявила по этому поводу:

Мы очень гордимся тем, чего достигло USAID в России за последние два десятилетия. <…> Хотя физическое присутствие USAID в России подошло к концу, мы по-прежнему привержены задаче поддержки демократии, прав человека и развития здорового гражданского общества в России. Мы стремимся продолжать сотрудничество с российскими неправительственными организациями.

В то же время, по информации газеты «Коммерсантъ», госсекретарь США Хиллари Клинтон направила главе российского МИДа Сергею Лаврову письмо, в котором попросила российские власти продлить до мая 2013 года срок работы представительства USAID.
Российские правозащитники высказывали обеспокоенность прекращением деятельности USAID в России, а в ряде организаций, получающих финансирование по линии агентства, не исключили сворачивания своей деятельности.

## Приостановка деятельности
В январе 2025 года президент Дональд Трамп распорядился о полном замораживании зарубежной помощи USAID иностранным государствам на 90 дней для проведения ревизии программ на соответствие «американским ценностям» и целям внешней политики США. Несколько дней спустя госсекретарь Марк Рубио выдал исключение для гуманитарной помощи. Несмотря на это, сохранялась значительная неопределенность относительно действий агентств.
3 февраля на сайте Белого дома было опубликовано сообщение о масштабных «расточительстве и злоупотреблениях» в USAID. В тот же день исполняющим обязанности главы USAID был назначен Марк Рубио. По мнению американских СМИ, это означает, что агентство фактически передано под контроль Госдепартаменту США. Илон Маск подтвердил, что USAID будет ликвидировано и не подлежит восстановлению, после чего штаб-квартира USAID, расположенная в Вашингтоне, была закрыта решением американской администрации.
В конце февраля 2025 года Госдепартамент США объявил о первом этапе реформы USAID в рамках политики «Америка превыше всего», предусматривающем радикальное сокращение бюджета агентства на зарубежные программы развития. 5800 долгосрочных контрактов были урезаны на 92% ($ 54 млрд долларов). Агентство также массово увольняет сотрудников: в США потеряют работу 1600 человек, а большинство остальных отправят в вынужденный отпуск. Однако федеральный суд потребовал возобновить финансирование, что привело к частичному восстановлению программ. USAID сохранил критически важные инициативы, включая продовольственную и медицинскую помощь. В дальнейшем Госдеп и USAID планируют реформировать систему международной помощи.
28 марта администрация Трампа приняла меры по увольнению оставшихся сотрудников USAID. Сотрудникам Агентства сообщили, что все должности, не требуемые законом, будут упразднены после того, как Государственный департамент уведомил Конгресс о прекращении функций USAID, которые не соответствуют приоритетам администрации Трампа.

## Мнения и критика

### Некарьерные контракты
USAID часто заключала контракты с частными компаниями или отдельными специалистами для выполнения специализированных услуг, срок которых варьируется от нескольких недель до нескольких лет. Давно обсуждается вопрос, не следует ли USAID чаще поручать такие задачи штатным сотрудникам правительства США. В первые годы существования программы в 1940-х годах техническую помощь непосредственно оказывали сотрудники правительства США. Однако вскоре стало очевидно, что федеральным экспертам необходимо планировать и управлять более масштабными программами помощи, чем они могли бы выполнять самостоятельно. Глобальное расширение технической помощи в начале 1950-х годов усилило необходимость привлечения внешних специалистов, а в 1953 году Конгресс потребовал значительного сокращения численности персонала правительства США, что ускорило этот процесс. К 1955 году наблюдатели отмечали тенденцию к увеличению доли краткосрочных контрактов вместо заключения долгосрочных контрактов с сотрудниками на карьерной основе.

### Финансовые конфликты интересов
USAID заявляла, что «иностранная помощь США всегда преследовала двуединую цель: продвижение внешнеполитических интересов Америки, включая развитие демократии и свободных рынков, а также улучшение условий жизни граждан развивающихся стран». Однако в 2008 году было установлено, что около 40 % средств, выделенных на помощь Афганистану, вернулись в страны-доноры в виде корпоративной прибыли, зарплат консультантов и других затрат.
Хотя USAID официально выбирает подрядчиков на конкурентной и объективной основе, различные группы наблюдателей, политики, иностранные правительства и корпорации время от времени обвиняли агентство в том, что процесс подачи заявок находится под влиянием политических и финансовых интересов действующей администрации президента США. Например, при администрации Буша выяснилось, что все пять организаций, допущенных к тендеру на реконструкцию Ирака стоимостью 600 миллионов долларов, имели тесные связи с администрацией.

### Политическая деятельность за рубежом

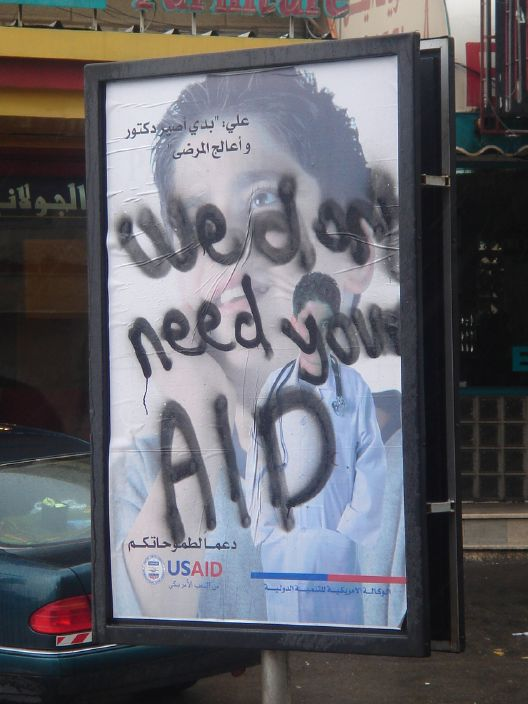
В 2007 году на Западном берегу реки Иордан на рекламе USAID появилось граффити с критикой: «Нам не нужна ваша помощь»

Публицист Уильям Блам утверждал, что в 1960-х и начале 1970-х годов USAID поддерживало «тесные рабочие отношения с ЦРУ, а сотрудники агентства часто работали за границей под прикрытием USAID». В качестве примера приводится ныне расформированное «Управление общественной безопасности» (Office of Public Safety), которое использовалось в качестве прикрытия для обучения иностранных полицейских методам контрпартизанской борьбы, включая пытки.
В 2008 году Бенджамин Дангл в журнале The Progressive писал, что администрация Буша использовала USAID для финансирования попыток «подорвать правительство Эво Моралеса и кооптировать динамичные социальные движения Боливии — так же, как ранее в Венесуэле и традиционно по всей Латинской Америке».
С 2010 по 2012 год агентство управляло социальной сетью ZunZuneo, аналогичной Twitter, с целью спровоцировать восстание против правительства Кубы. USAID скрывало свое участие, чтобы обеспечить успех операции. Изначально пользователям предлагали нейтральный контент, но после достижения критической массы планировалось вводить политические сообщения. В пиковый момент более 40 000 ничего не подозревающих кубинцев использовали платформу. Расходы на эти цели маскировались в других статьях бюджета — так, финансирование ZunZuneo оформлялось как расходы на проект в Пакистане. После того, как статьи о ZunZuneo появились в газетах, некоторые конгрессмены отреагировали отрицательно. Патрик Лехи сказал, что «секретная операция для смены правительства не должна проводиться через USAID».
Очередной скандал в конце 2014 года был связан с попыткой создания молодёжного антиправительственного движения на Кубе с использованием кубинских рэперов, которые не подозревали, что работают на США. Операция использовала сербских подрядчиков, нанятых через Creative Associates International в Вашингтоне. Финансирование проводилось через подставную компанию в Панаме и банк в Лихтенштейне. Сложность схемы привела к тому, что Казначейство США заблокировало банковские операции, сочтя их попыткой подорвать кубинское эмбарго.
Летом 2012 года страны альянса ALBA (Венесуэла, Куба, Эквадор, Боливия, Никарагуа, Сент-Винсент и Гренадины, Доминика, Антигуа и Барбуда) призвали своих членов выдворить USAID со своей территории.
Критики обвиняют USAID в том, что агентство является инструментом американского интервенционизма. Кроме того, его подозревают в тайных политических операциях за рубежом, включая предполагаемое сотрудничество с ЦРУ в попытках смены режимов и спорных финансовых решениях, что приводило к ухудшению отношений с некоторыми иностранными государствами.

### Влияние на Организацию Объединённых Наций
Исследования выявили корреляцию между уровнем американской иностранной помощи и членством стран в Совете Безопасности ООН, что свидетельствует об использовании помощи для влияния на голосование в Совете.
В 1990 году, после того как Йемен проголосовал против резолюции, разрешающей возглавляемой США коалиции применять силу против Ирака, посол США в ООН Томас Пикеринг заявил йеменскому послу Абдалле Салеху аль-Ашталу: «Это самое дорогое „нет“, которое вы когда-либо говорили». В течение нескольких дней USAID прекратило свою деятельность и финансирование в Йемене.

### Список террористов Государственного департамента США
USAID требует от неправительственных организаций (НПО) подписания документа, осуждающего терроризм, как условия предоставления финансирования. Иссам Абдул Рахман, медиа-координатор Палестинской сети неправительственных организаций, представляющей 135 НПО на Западном берегу и в секторе Газа, заявил, что его организация «возражает против политически обусловленного финансирования». Кроме того, Народный фронт освобождения Палестины, признанный Государственным департаментом США террористической организацией, заявил, что это требование USAID является не чем иным, как попыткой «навязать политические решения, подготовленные в кулуарах западных разведывательных агентств, с целью подорвать права и принципы палестинцев, особенно право на возвращение».

### Отказ от проституции и торговли людьми
В 2003 году Конгресс США принял закон о предоставлении государственных средств частным организациям для борьбы со СПИДом и другими заболеваниями по всему миру через гранты USAID. Одним из условий получения грантов стало требование о наличии «политики, открыто осуждающей проституцию и торговлю людьми». В 2013 году Верховный суд США постановил в деле USAID против Альянса за международное открытое общество, что это требование нарушает Первую поправку Конституции США, запрещающую принудительное выражение мнения.

### Участие в принудительных стерилизациях в Перу
На протяжении трёх десятилетий USAID оставалось главным иностранным донором программ планирования семьи в Перу. До 1990-х годов правительство Перу слабо поддерживало инициативы в этой сфере. В 1998 году возникли опасения по поводу участия USAID в кампаниях принудительной стерилизации в стране. Некоторые ультраправые политики в Вашингтоне выступали против финансирования USAID программ планирования семьи в Перу.
В январе 1998 года Дэвид Моррисон, представитель американской неправительственной организации «Институт исследований населения» (PRI), отправился в Перу для расследования возможных нарушений прав человека в этих программах. Во время своего визита он собирал свидетельства перуанских политиков и других лиц, выступавших против планирования семьи, но не встречался с представителями USAID в Перу. По возвращении в США организация PRI представила свои выводы конгрессмену-республиканцу Крису Смиту, призвав приостановить деятельность USAID в области планирования семьи в Перу. Смит направил в страну своего сотрудника для дальнейшего расследования.
В феврале 1998 года другая ультраконсервативная организация США, Латиноамериканский альянс за семью, отправила своего директора в Перу для изучения ситуации, опять же без консультаций с USAID. 25 февраля 1998 года подкомитет Комитета Палаты представителей США по международным отношениям, возглавляемый Смитом, провёл слушания по вопросу «о программе контроля населения в Перу».
Обвинения в финансировании принудительных стерилизаций привели к тому, что конгрессмен Тодд Тиарт внёс в 1998 году «Поправку Тиарта», направленную на ужесточение регулирования таких программ. Однако подкомитет пришёл к выводу, что финансирование USAID не поддерживало нарушения, допущенные правительством Перу.

### Расследование Офиса генерального инспектора по подозрениям в финансировании терроризма
Согласно февральскому отчёту 2024 года, Офис генерального инспектора USAID начал расследование в 2023 году в отношении агентства из-за выделения $110 000 в 2021 году организации Helping Hand for Relief and Development (HHRD) — благотворительной организации из Мичигана, которую республиканцы из Комитета по иностранным делам Палаты представителей обвиняли в связях с террористическими организациями в Южной Азии. В августе 2023 года подразделение USAID по проверке получателей средств одобрило выдачу гранта HHRD. В 2024 году исследователи из Университета Джорджа Мейсона заявили, что обвинения в адрес HHRD были частью кампании против крупных американских мусульманских благотворительных организаций, основанной на манипуляции плохо обоснованной информацией.

### Обвинения в растрате средств от администрации Трампа

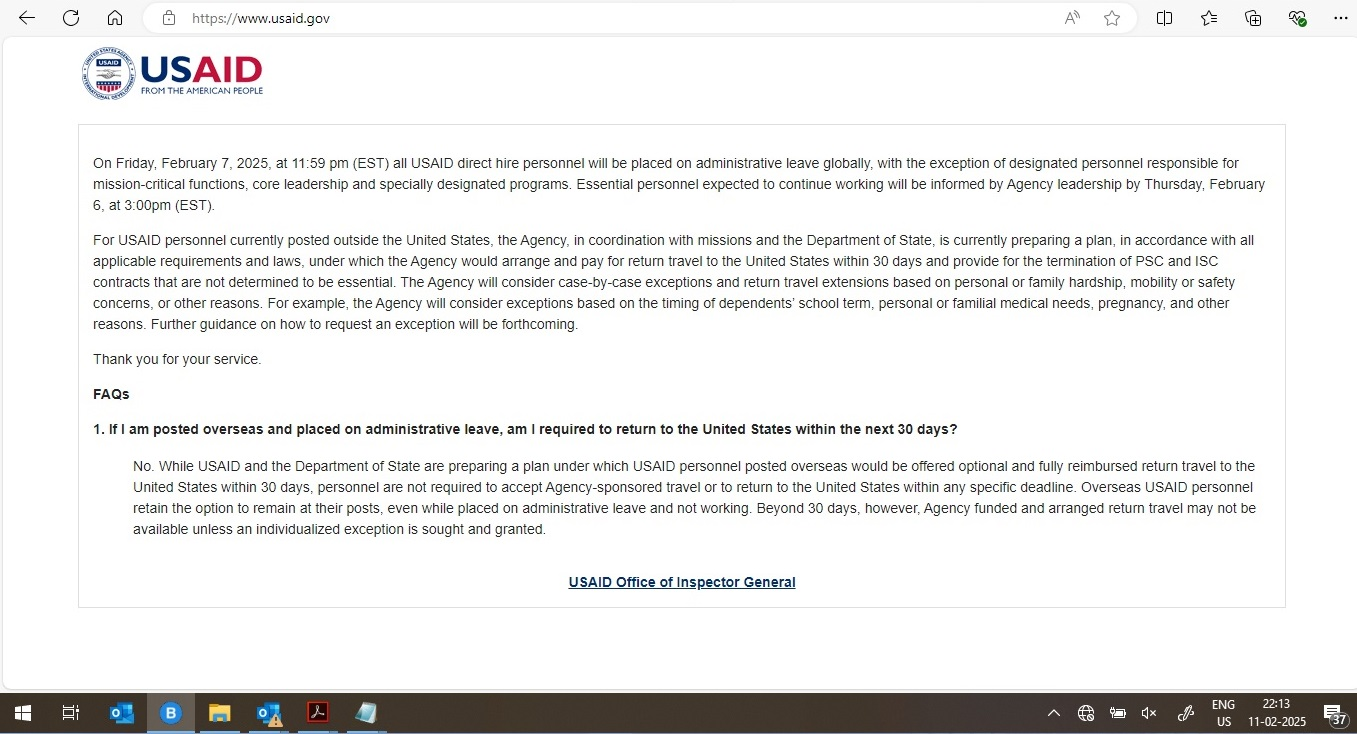
Скриншот веб-страницы USAID, 3 февраля 2025 г.

В 2025 году администрация Дональда Трампа обвинила USAID в «бессмысленной трате огромных сумм налогоплательщиков» на протяжении нескольких десятилетий, включая его первый президентский срок (2017—2021). В числе якобы расточительных расходов были: $ 1,5 млн на поддержку ЛГБТ-инклюзии на рабочих местах в Сербии, $ 2,5 млн на установку зарядных станций для электромобилей во Вьетнаме, $ 6 млн на продвижение туризма в Египте и «сотни миллионов долларов» (наибольшая сумма) на программу по борьбе с выращиванием мака в Афганистане, которая, по утверждению администрации, в конечном итоге способствовала его культивированию и принесла выгоду талибам. Фактчекеры выяснили, что большинство этих заявлений были ложными, «крайне вводящими в заблуждение» или просто ошибочными.
3 февраля 2025 года пресс-секретарь Белого дома Каролин Левитт раскритиковала четыре расходные статьи, якобы выявленные DOGE. Однако фактчекеры установили, что часть этих расходов на самом деле относилась к Государственному департаменту, а не к USAID. Окружной судья США Карл Николс в своём февральском постановлении о запрете администрации Трампа отправлять в административный отпуск некоторых сотрудников USAID отметил, что, несмотря на заявления Трампа о масштабной «коррупции и мошенничестве» в агентстве, правительственные юристы не смогли представить доказательства этих обвинений в суде.
Во время первого срока Трампа его дочь Иванка Трамп, занимавшая пост советника президента, в 2019 году использовала более $ 11 тыс. средств USAID на покупку оборудования для видеозаписи и воспроизведения для мероприятия в Белом доме. Тем не менее и Иванка, и первая леди Мелания Трамп публично хвалили работу USAID во время первого президентского срока Трампа. В 2018 году Мелания Трамп посетила Африку, где выступила в поддержку деятельности USAID, заявив: «Нам не всё равно, и мы хотим показать миру, что нам не всё равно, поэтому я сотрудничаю и работаю с USAID». Иванка Трамп также посетила Африку от имени USAID, хваля инициативу своего отца Women’s Global Development and Prosperity и подчёркивая её соответствие национальным интересам США.
В 2025 году обвинения Белого дома в мошенничестве привели к резкому сокращению штата USAID — с более чем 10 тыс. сотрудников до менее чем 300. Критики, в том числе бывшие руководители агентства, осудили это решение, назвав его «одной из худших и самых дорогостоящих внешнеполитических ошибок в истории США». Они утверждали, что эти сокращения приведут к потере рабочих мест, ущербу для американского бизнеса и страданиям уязвимых групп населения по всему миру. Генеральный инспектор USAID опубликовал отчёт о приостановке финансирования и массовых увольнениях, отметив, что эти меры затрудняют контроль за тем, чтобы выделенные средства «не приносили пользу террористам и их пособникам». Также инспектор предупредил, что $489 млн гуманитарной продовольственной помощи может испортиться из-за нехватки персонала и отсутствия чётких инструкций. На следующий день Офис президентского кадрового управления уволил генерального инспектора, несмотря на закон, требующий уведомления Конгресса за 30 дней до увольнения инспектора.